# Aqrabat
Aqrabat (tiếng Ả Rập: عقربات) là một ngôi làng Syria nằm ở Idlib Nahiyah ở huyện Idlib, Idlib. Theo Cục Thống kê Trung ương Syria (CBS), Aqrabat có dân số 1086 trong cuộc điều tra dân số năm 2004.